# Dol-Suha
Dol - Suha este o localitate din comuna Rečica ob Savinji, Slovenia, cu o populație de 172 de locuitori.